# Bandung (stad)
Bandung (oude spelling: Bandoeng) is de hoofdstad van de provincie West-Java op het Indonesische eiland Java. Haar bijnaam is de bloemenstad (Kota Kembang). Bandung is de informele hoofdstad van de Sundanezen, die in West-Java de dominante bevolkingsgroep vormen. In de stad wordt naast het Indonesisch ook Sundanees gesproken.
Bij de volkstelling van 2020 had het centrale stadsdistrict 2,4 miljoen inwoners. Het gehele verstedelijkte gebied, de Bandung metropoolregio, incl. de voorstad Cimahi en omliggende regentschappen heeft bijna 9 miljoen inwoners. 

## Overzicht
De stad is gelegen op een hoogland, op circa 770 meter boven zeeniveau en heeft daardoor een aangenaam koel klimaat. Ten tijde van Nederlands-Indië waren er plannen om Bandung tot hoofdstad van deze kolonie te maken, maar door de Tweede Wereldoorlog en daaropvolgende Indonesische onafhankelijkheid is het hier nooit van gekomen.

## Geschiedenis

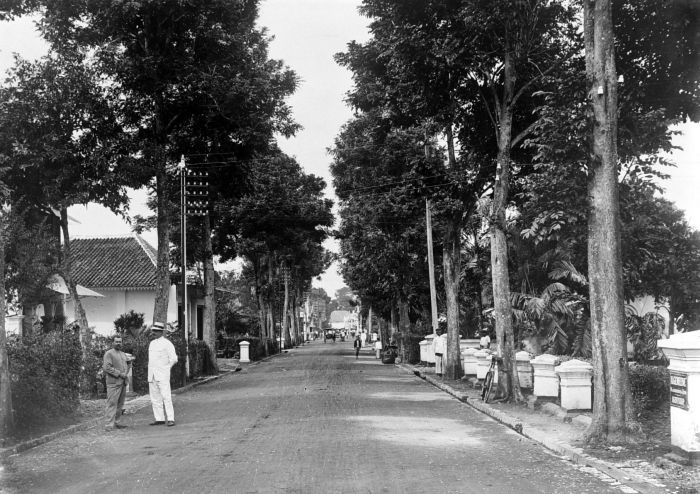
Straatgezicht te Bandung (1908)

### Algemeen
Volgens een inscriptie bij het Bandung "0" kilometerpunt is de stad gesticht door Herman Willem Daendels, van 1808-1811 gouverneur-generaal, ten tijde van het bouwen van de brug in 1810 over de Ci Kapundung aan de Grote Postweg, door het verplaatsen naar deze plek van de hoofdnegorij Bandong, die 10 km van de Grote Postweg af lag. Het effect ervan was nauwelijks merkbaar; in 1854 woonden er slechts 9 Europeanen, een paar Chinezen en Arabieren, en ruim 11.000 inlanders. De gedeeltelijke openstelling van de Preanger voor Europeanen in 1853 vormde de aanzet tot de vestiging van planters van koffie-, thee en kinaplanten. Het dorp kreeg echter meer aanzien door de vestiging van zetel van de resident van de Preanger-Regentschappen in 1862 en doordat in 1894 de spoorlijn van de Staatsspoorwegen uit Batavia via Buitenzorg doorgetrokken werd naar Bandung, waarbij tevens hier de werkplaatsen van de Staatsspoorwegen werden gevestigd. Hierdoor begon de groei van het toenmalige dorp, waar toen nog slechts enkele grotere huizen stonden, zoals het huis van de resident aan de alun-alun, dat van de Nederlandse assistent-resident, enkele huizen aan de Grote Postweg, en de Grote Moskee. Bij de volkstelling van 1905 werden 48.000 inwoners geteld, waarvan slechts 2.000 Europeanen waren. Pas na 1910 zette een sterke groei van de stad in. De stad kreeg een gemeentelijke waterleiding, een gemeentelijk elektriciteitsbedrijf (G.E.B.E.O.) en met de Indische Gasmaatschappij een particulier gasbedrijf. Het gemeentelijk Bouwbedrijf zorgde voor de bouw van de gebouwen van het Departement van gouvernementsbedrijven en van de ambtenaarswoningen. Ten slotte zorgde de gemeente in 1923 nog voor de stichting van een groot ziekenhuis.

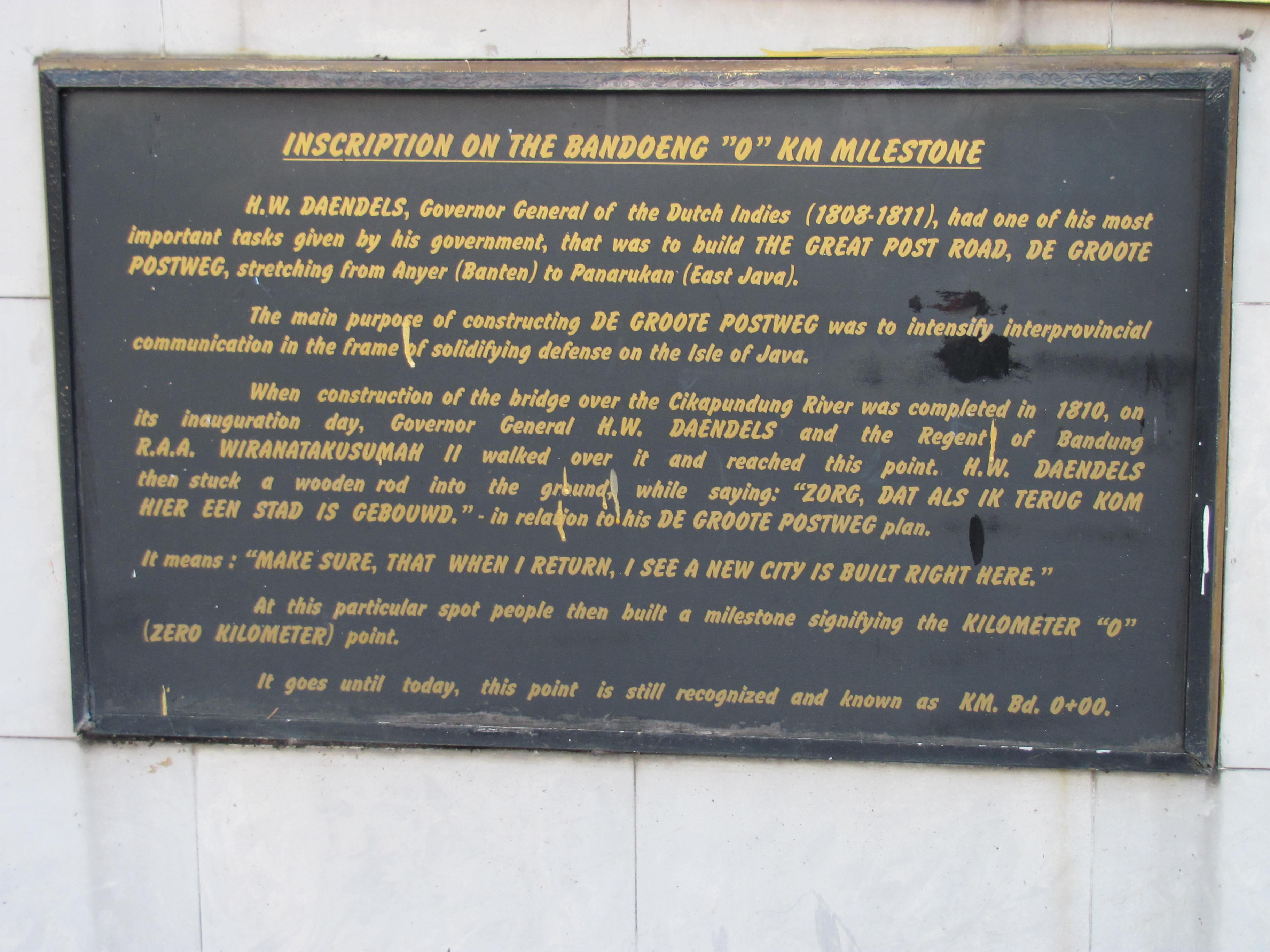
Inscriptie bij het Bandung "0" kilometerpunt

In de jaren tussen 1920 en 1940 is de stad als tuinstad aangelegd, met veel groene lanen en parken. Aangezien hier een relatief groot aandeel Nederlanders woonden met een goed inkomen, zijn er veel vrijstaande gebouwen neergezet in de voor die tijd moderne stijl van Frank Lloyd Wright. Voor de oorlog stond de stad bekend als het "Parijs van Java" vanwege de stedenbouwkundige schoonheid en de bekende winkelstraat, de Bragaweg met de modernste modewinkels. De stad is nog steeds bekend om de redelijk goed onderhouden art-deco-bebouwing en lanen. Bekende gebouwen, ontworpen door Nederlands-Indische architecten als Henri Maclaine Pont, Albert Aalbers en Charles P. Wolff Schoemaker zijn het Gedung Sate (voormalige Departement van Gouvernementsbedrijven (Verkeer en Waterstaat)), Hotel Savoy Homann, Grand Hotel Preanger, het Postkantoor aan de voormalige Grote Postweg, het Jaarbeursgebouw, Villa Isola en het ITB (vroeger de Technische Hogeschool Bandoeng). Vanuit de gemeente wordt een actief beleid gevoerd om de stad voor sloop te behoeden en de erfenis te restaureren. Op het centrale plein (de alun alun) kon echter politiek gezien in 2004, niet voorkomen worden dat daar de moskee enorm werd uitgebreid met onder andere twee hoge minaretten.

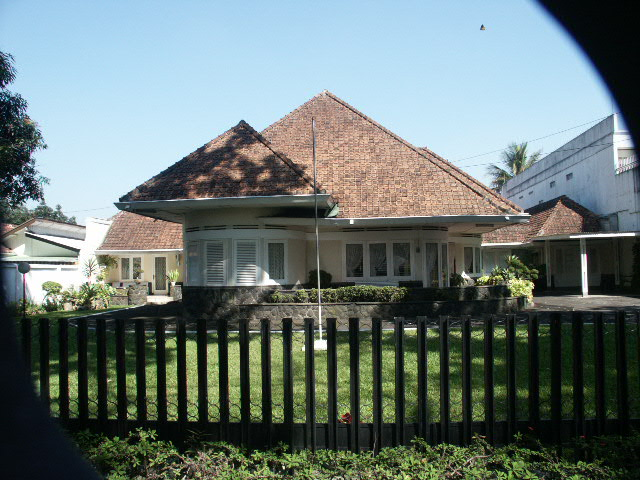
Villa aan de voormalige Nijlandweg te Bandung (nu: Jalan Cipaganti). Veel huizen in deze straat zijn gebouwd volgens de Haagse architectuurstijl van de jaren twintig

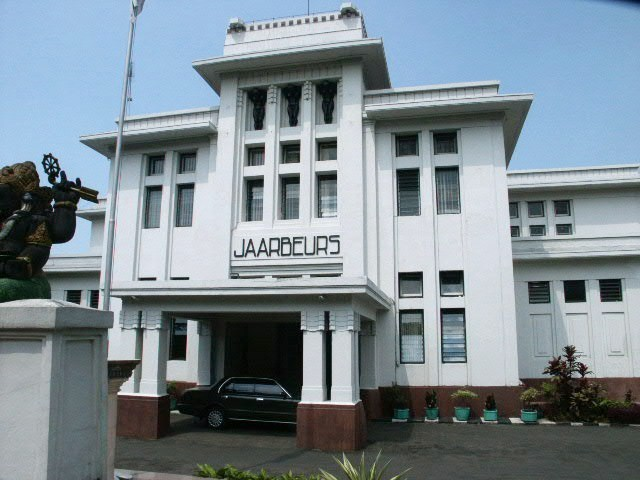
Jaarbeursgebouw van C.P. Schoemaker & Associatie: een staaltje van Nederlands-Indische architectuur

Na de crisis viel Japan Nederlands-Indië binnen. Toen deze periode in 1945 voorbij was, viel een groot deel van de stad ten prooi aan brandstichtingen en vernielingen door nationalisten, die de onafhankelijkheid van Nederland en een vrij Indonesië eisten. Hierbij werd veel stadsschoon vernield en werd bij de wederopbouw vervangen door zakelijke bouw.
Door de spectaculair toegenomen verkeersdrukte en bevolkingsgroei sinds 1950, komt het tuinstadkarakter niet meer tot zijn recht. In de huidige stad wordt dit gedeeltelijk opgelost door buiten de oude wijken grote winkelcentra aan te leggen en zo de verkeersdruk te spreiden. Daarnaast is de stad sinds medio 1960 omringd door grote nieuwkomers- of sloppenwijken.
Bandung heeft mede bekendheid gekregen door de Bandungconferentie die in 1955 in deze stad plaatsvond (in de voormalige Sociëteit Concordia aan de Grote Postweg, die vanwege deze conferentie nu Jalan Asia-Afrika heet). 

### Tweede Wereldoorlog
Nabij en in Bandung bevonden zich tijdens de Tweede Wereldoorlog twee grote Japanse interneringskampen. Tjimahi was een mannenkamp, gelegen aan de westkant van Bandung. Het fungeerde zowel als burger- als krijgsgevangenkamp. Het was oorspronkelijk een KNIL-legerkazerne en is tegenwoordig nog steeds een kazerne van het Indonesische leger. Het tweede kamp Tjihapit lag in het noordoosten van de stad. In de wijk Tjihapit werden vanaf november 1942 Europese vrouwen en kinderen geïnterneerd. Zij werden ondergebracht in woonhuizen met bijgebouwen, die omheind waren met bamboe-omheiningen of prikkeldraad. In augustus 1943 moesten de geïnterneerden ten westen van de Riouwstraat naar het wijkdeel ten oosten van de Riouwstraat verhuizen. Het westelijk wijkdeel werd ingericht als nieuw kamp. Dit kamp werd het Bloemenkamp genoemd, naar de straten met bloemennamen.

## Opleiding
Bandung is de vestigingsplaats van het Institut Teknologi Bandung (ITB), in 1920 opgericht als Technische Hogeschool Bandoeng (THS), de oudste (1920) en meest gewaardeerde technische universiteit van Indonesië. Daarnaast is Bandung een echte universiteitsstad geworden met 26 universiteiten of instituten.

## Transport
Bandung had al vroeg (1925) een militair vliegveld aan de westzijde van de stad, dat als hoofdbasis fungeerde en waarbij in 1928 een stationsgebouw met hangars voor de burgerluchtvaart (KNILM) werd gebouwd. Naar de hier gelegen kampong werd het 'Andir' genoemd; eind jaren negentig is de naam gewijzigd in Husein Sastranegara International Airport.

## Economie
De stad kent veel textielindustrie (o.a. spijkerbroeken), lederwarenindustrie. In de wijde omgeving liggen thee- en koffieplantages. De Chinese wijk is gelegen rond de ABC-straat (Jalan ABC) in de wijk Pasar Baru (= Nieuwmarkt) waar van alles te koop is; in de Jalan Cihampalas (bijgenaamd Jeans Street) zijn bijvoorbeeld spijkerbroeken en T-shirts in versierde winkels te koop. De Bragaweg (Jalan Braga) is de best bewaarde winkelstraat in art-decostijl ter wereld. Sinds begin 2000 zijn er grote outlet-centers verschenen. Door de grote variatie aan moderne producten, etenswaren, studenten, mooie gebouwen en dergelijke wordt Bandung door de Indonesiërs als de hipste stad van Indonesië gezien.
De stad kent inmiddels meer dan 250 hotels (totaal ruim 10.000 bedden) en in het weekend zitten ze vaak vol doordat veel mensen uit Jakarta hier gaan recreëren in een frissere/koelere omgeving.

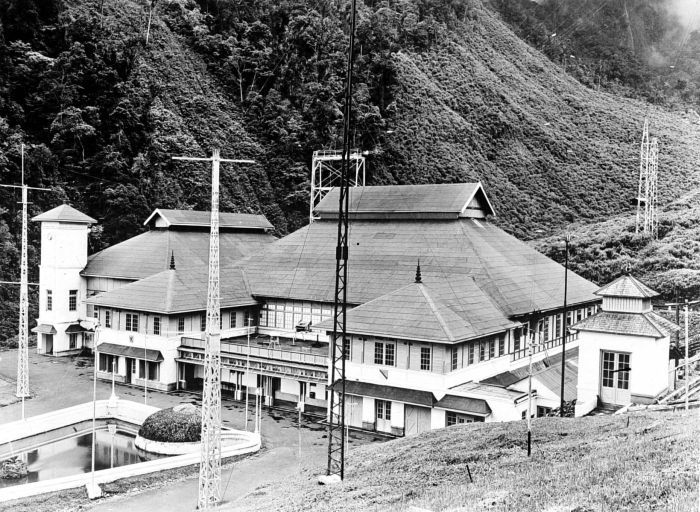
Radiostation Malabar

## Communicatie
Voor communicatie werd het zend- en ontvangstation Radio Malabar gebruikt, dat intercontinentaal telefoneren mogelijk maakte met Nederland. Het werd op 5 mei 1923 geopend door de Gouverneur-generaal Dirk Fock. Het station bevond zich op 17 km ten zuiden van Bandoeng op de hoogvlakte Malabar in de Malabar Kloof, en vormde een langegolf telegrafieverbinding met Radio Kootwijk. De zendenergie werd betrokken uit een 2.4 megawatt vlamboogzender ontworpen door dr. De Groot. De benodigde elektriciteit werd opgewekt door een combinatie van waterkrachtturbines van een verlaten goudmijn op Sumatra, een oude dynamo van de Batavia Electrische Tramweg Maatschappij en een motor van een neergestorte vliegmachine. Rond het zendgebouw ontstond een kleine woonkern. 
Op 7 januari 1929 werd op het hoofdkantoor van de toenmalige P&T in Den Haag de radiotelefoondienst officieel geopend voor het publiek door koningin-moeder Emma. Na deze gebeurtenis werden de woorden "Hallo Bandoeng, hier Den Haag" legendarisch. Vanaf dat moment kon het Nederlandse publiek met Nederlands-Indië bellen. Men moest daarvoor naar een zogeheten Indië-cel in een telegraafkantoor in een van de vier grootste steden van Nederland komen en kon dan voor 33 gulden, wat destijds een vermogen was, een gesprek van maximaal drie minuten voeren, en elf gulden voor iedere extra minuut.
Radio Malabar was in gebruik tot 1942.
Het station is in 1947 opgeblazen en in brand gestoken door pemoeda's. De koelvijver bestaat nog en wordt als zwembadje gebruikt.

## Lijst van architectonische gebouwen
- Hotel Savoy Homann (1936), A.F. Aalbers
- Hotel Preanger (1929), C.P. Wolff Schoemaker
- Paleis van de Legercommandant (1913-1918), R.L.A. Schoemaker
- Pasteur Instituut (1926), architect onbekend
- Villa Isola (1932), C.P. Wolff Schoemaker
- Villa Merah (1922), C.P. Schoemaker & Associatie
- Sociëteit Concordia (1921), C.P. Schoemaker & Associatie
- Technische Hogeschool (1920), Henri Maclaine Pont
- Jaarbeursgebouw Bandoeng (1919), C.P. Schoemaker & Associatie
- Bioscoop Majestic (1925), C.P. Wolff Schoemaker
- Departement van Gouvernementsbedrijven, Gedung Saté (1920), J. Gerber
- Warenhuis De Vries (1920), Hulswit, Fermont, Cuypers
- DENIS Bank (1936), A.F. Aalbers
- De Javasche Bank (1918), Hulswit, Fermont, Cuypers
- R.K. Petruskerk, Cathedral, (1922), C.P. Schoemaker & Associatie
- Boekhandel en Drukkerij Van Dorp (1921), C.P. Schoemaker & Associatie
- Oliefabriek Insulinde, Bank BJB, (1918), R.L.A. Schoemaker
- Bethelkerk (1923), C.P. Wolff Schoemaker
- Zwembad Het Centrum (1927), C.P. Wolff Schoemaker
- Moskee Nijlandweg, Masdjid Cipaganti (1933), C.P. Wolff Schoemaker

## Lijst van Burgemeesters/Walikota

Het vroegere Gemeentewapen (tot in 1950)

Op 1 april 1906 kreeg Bandung een eigen gemeenteraad, voorgezeten door de assistent-resident als vertegenwoordiger van het centraal gezag. In 1917 kreeg ze een eigen burgemeester.
Nederlands-Indische periode
- B. Coops (1917-1920)
- S.A. Reitsma (1920-1921) waarnemend
- B. Coops (1921-1928)
- Ir. J.E.A. von Wolzogen Kühr (1928-1935)
- Mr. J.M. Wesselink (1935-1937)
- N. Beets (1937-1942)

Japanse bezetting
- Raden A. Atma dit Nata (1942-1945)

Indonesische periode
- Ir. Ukar Bratakusumah (1946-1949)

Nederlandse overgangsperiode
- J.M. Dom (1946-1949) hoofd Centrale bevoorrading bevolking met rang burgemeester

Indonesische burgemeesters
- R. Enoch (1949-1956)
- R. Priatna Kusumah (1956-1966)
- R. Didi Jukardi (1966-1968)
- Hidayat Sukarmadijaya (1968-1971)
- R. Otje Djundjunan (1971-1976)
- H.Ucu Junaedi (1976-1978)
- R. Husein Wangsaatmaja (1978-1983)
- H. Ateng Wahyudi (1983-1993)
- Wahyu Hamidjaja (1993-1998)
- Aa Tarmana (1998-2003)
- H. Dada Rosada (2003-2013)
- M. Ridwan Kamil (2013-2018)
- Oded M. Danial (2018-heden)

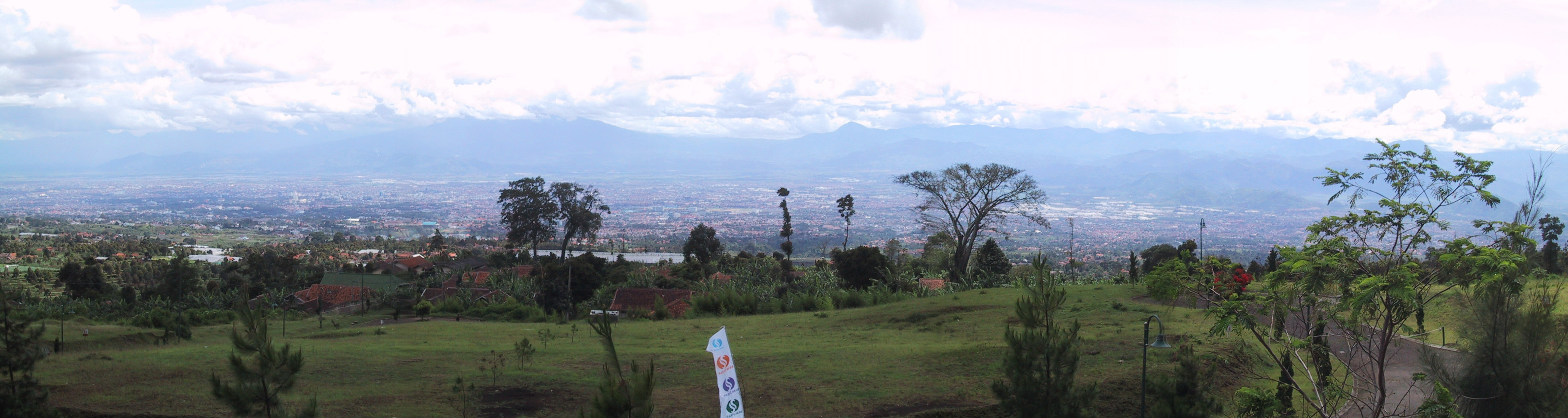
Zicht op Bandung

## Straatnamen in Bandung
Zie Lijst van straten in Bandung

## Partnersteden
- Braunschweig, Duitsland, sinds de jaren 80
- Fort Worth, Verenigde Staten, sinds 1990
- Suwon, Zuid-Korea, sinds 2003
- Liuzhou, China, sinds 2009
- Yingkou, China, sinds 2009

## Bekende inwoners van Bandung

### Nederlandse bisschoppen van Bandung
- G.H. Goumans (1932-1951)
- P.M. Arntz (1952-1984)